# Villa del Trattato
La Villa del Trattato, anche nota come Villa Spinola, è una storica residenza di Rapallo in Italia.

## Storia
La villa venne eretta all'inizio del XIX secolo dal marchese Ugo Spinola.
Il 12 novembre 1920 nella villa si tenne la firma del celebre Trattato di Rapallo, con il quale vennero definiti i confini tra il Regno d'Italia e il neonato Regno dei Serbi, Croati e Sloveni all'indomani della prima guerra mondiale.
Devastata dalle occupazioni militari successive all’8 settembre 1943 durante la seconda guerra mondiale, la proprietà passò in seguito al duca Nicolino De Ferrari che la recuperò, sostituendo al sommo del grande cancello il proprio stemma a quello degli Spinola.

## Descrizione
La villa presenta facciate in cotto e uno stile d'ispirazione inglese.